# Satoshi Koga
Satoshi Koga (jap. 古賀 聡, Koga Satoshi; * 12. Februar 1970 in der Präfektur Kanagawa) ist ein ehemaliger japanischer Fußballspieler.

## Karriere
Koga erlernte das Fußballspielen in der Schulmannschaft der Waseda Jitsugyo High School und der Universitätsmannschaft der Waseda-Universität. Seinen ersten Vertrag unterschrieb er 1992 bei den Kashima Antlers. Der Verein spielte in der höchsten Liga des Landes, der J1 League. Mit dem Verein wurde er 1996 japanischer Meister. Für den Verein absolvierte er 30 Erstligaspiele. 1997 wechselte er zum Zweitligisten Brummell Sendai. 1998 wechselte er zum Erstligisten Sanfrecce Hiroshima. 1999 erreichte er das Finale des Kaiserpokals. Für den Verein absolvierte er 35 Erstligaspiele. Ende 2000 beendete er seine Karriere als Fußballspieler.

## Erfolge
Kashima Antlers
- J1 League

Meister: 1996
Vizemeister: 1993
- Kaiserpokal

Finalist: 1993
Sanfrecce Hiroshima
- Kaiserpokal

Finalist: 1999